# Liste der Biografien/Willu
Liste der Biografien |
Portal Biografien |
Personensuche
# |
A |
B |
C |
D |
E |
F |
G |
H |
I |
J |
K |
L |
M |
N |
O |
P |
Q |
R |
S |
T |
U |
V |
W |
X |
Y |
Z |
?
 
Wa |
Wc |
Wd |
We |
Wh |
Wi |
Wj |
Wl |
Wn |
Wo |
Wr |
Ws |
Wt |
Wu |
Ww |
Wy |
Wz
 
Wia |
Wib |
Wic |
Wid |
Wie |
Wif |
Wig |
Wih |
Wii |
Wij |
Wik |
Wil |
Wim |
Win |
Wio |
Wip |
Wir |
Wis |
Wit |
Wiv |
Wiw |
Wix |
Wiz
 
Wila |
Wilb |
Wilc |
Wild |
Wile |
Wilf |
Wilg |
Wilh |
Wili |
Wilj |
Wilk |
Will |
Wilm |
Wiln |
Wilo |
Wilp |
Wilr |
Wils |
Wilt |
Wilu |
Wilw |
Wily |
Wilz
 
Willa |
Willb |
Willc |
Willd |
Wille |
Willf |
Willg |
Willh |
Willi |
Willj |
Willk |
Willm |
Willn |
Willo |
Willr |
Wills |
Willu |
Willv |
Willw |
Willy
Die Liste der Biografien führt alle Personen auf, die in der deutschsprachigen Wikipedia einen Artikel haben. Dieses ist eine Teilliste mit 10 Einträgen von Personen, deren Namen mit den Buchstaben „Willu“ beginnt.

## Willu

### Willug
- Willughby, Francis (1635–1672), englischer Naturforscher, Ornitho- und Ichthyologe

### Willuh
- Willuhn, Franz (1885–1979), deutscher Verwaltungsjurist und Ministerialbeamter

### Willum
- Willum Þór Þórsson (* 1963), isländischer Politiker (Fortschrittspartei)
- Willumeit, Günter (1941–2013), deutscher HumoristGünter Willumeit (1941–2013)

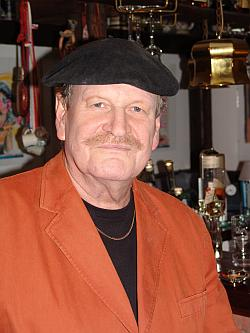
Günter Willumeit (1941–2013)

- Willumsen, Dorrit (* 1940), dänische Schriftstellerin
- Willumsen, Jens Ferdinand (1863–1958), dänischer Maler und Bildhauer
- Willumsen, Mary (1884–1961), dänische Fotografin
- Willumsen, Tobias (* 1884), grönländischer Landesrat

### Willut
- Willutzki, Max (* 1938), deutscher Regisseur und Drehbuchautor
- Willutzki, Siegfried (* 1933), deutscher Jurist und Hochschullehrer